# Grigorij Pasko
Grigorij Pasko (russisk: Григо́рий Миха́йлович Пасько tr. Grigorij Mikhajlovitj Pasko ; født 1962, Kresjtjenovka, Kherson oblast, Ukrainsk SSR) er en russisk journalist, tidligere officer i den Russiske Føderations flåde, Amnesty International-udnævnt samvittighedsfange, og stifter og redaktør af Ecology and Law, et miljø- og borgeretsmagasin.

## Liv
Pasko blev født i en lærerfamilie, uddannet ved journalistafdelingen på Lviv Universitet i 1983 og arbejdede som undersøgende journalist og redaktør for Bojevaja vakhta (Kampovervågningen), den interne avis for den russiske Stillehavsflåde. Han arbejdede sammen med japanske journalister fra NHK TV-netværket og Asahi Shimbuns nationale dagblad, og afslørede den russiske flådes dumpning af atomaffald i det Japanske hav i 1993.

## Samvittighedsfange
I november 1997 blev Pasko anholdt af Den føderale sikkerhedstjeneste for den Russiske Føderation i Vladivostok. Han blev anklaget for spionage for sine publikationer om miljøproblemer i det japanske hav, men blev oprindeligt kendt ikke skyldig på grund af manglende beviser. På grund af hans advokaters indsats, herunder Ivan Pavlov, blev Pasko kun dømt for to af tres anklager. Han blev fundet skyldig i "misbrug af sin officielle stilling", men blev straks frigivet under en generel amnesti.
Efter flere fornyede undersøgelser frifandt Stillehavsflåden i sidste ende Pasko på alle punkter undtagen spionage og dømte ham til fire års fængsel for forræderi den 25. december 2001. Han blev anerkendt som samvittighedsfange af Amnesty International.
I 2003 blev han sat på fri fod. Atten måneder senere fik han lov til at rejse til udlandet.